# Fregnir
Fregnir var en färöisk tidning som kom ut från den 6 april 2001 till 2004.
Tidningens enda redaktör av Jonhard Mikkelsen. Andra journalister var Anna V. Ellingsgaard, Óla J. Rólantsson, Høgni Mohr, Sjúrður Skaale, Carl Jóhan Jensen, Heri Simonsen, Meinhard Jensen.